# Wonsan
Wŏnsan (phát âm tiếng Hàn Quốc: [wʌn.san];hangul: 원산시; hanja: 元山市, Hán Việt: Nguyên Sơn thị) trước đây còn được gọi là Wŏnsanjin (元山津), Port Lazarev, và Gensan (元山), là một thành phố cảng và căn cứ hải quân nằm ở tỉnh Kangwŏn đông nam Bắc Triều Tiên đồng thời là thủ phủ của tỉnh. Dân số thành phố này ước khoảng 329,207 năm 2013. Cảng được thành lập sau sự chiếm đóng của người Nhật năm 1880. Trước Chiến tranh Liên Triều 1950 – 1953, nó thuộc tỉnh Hamgyong Nam, và trong chiến tranh, đó là vị trí của Phong tỏa Wŏnsan. Người dân nổi tiếng quê ở Wonsan có Kim Ki Nam, nhà ngoại giao và Bí thư Đảng Lao động Triều Tiên.
Năm 2013, Nó đã được thông báo rằng Wŏnsan sẽ được chuyển đổi thành một điểm đến mùa hè với các khu nghỉ mát và giải trí. Trải qua những năm tháng tuổi thơ ở đó, Kim Jong-un đã bày tỏ sự quan tâm đáng kể đến việc phát triển hơn nữa khu vực, với việc xây dựng cơ sở hạ tầng mới như Sân bay Kalma, một sân bay quốc tế và quân sự sử dụng kép. một doanh nghiệp nhà nước, Wonsan Zone Development Corporation, đã được thành lập với các nghiên cứu khả thi cho nhiều loại khách sạn và phát triển thương mại và công nghiệp.

## Name
Wonsan cũng được biết đến như Yonghunghang, Yuan shan ở Trung Quốc, Genzan hoặc Gensan ở Nhật Bản và Port Lazareva hoặc Port Lazareff ở Nga.

## Lịch sử

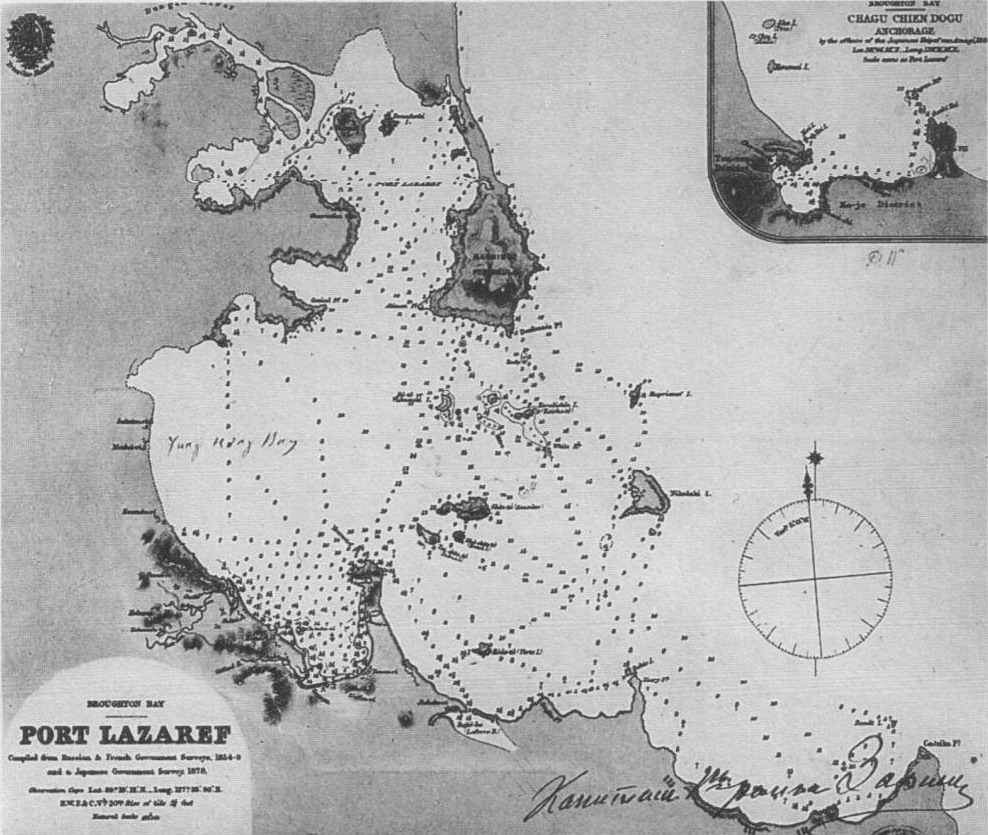
Bản đồ Port Lazaref

Wŏnsan được xây dựng như một thương cảng năm 1880. Ban đầu nó có tên là Wŏnsanjin (元山津), nhưng nó cũng được biết đến với tên tiếng Nga là Port Lazarev (Lazaref). Trong thời Nhật Bản chiếm đóng (1910–1945) nó được gọi là Gensan (元山). Năm 1914 Tuyến đường sắt P'yŏngwŏn và Kyŏngwŏn được xây dựng, kết nối thành phố với P'yŏngyang (sau đó được gọi là Heijo) và Seoul (sau đó được gọi là Keijo hoặc Kyŏngsŏng). Do đó, thành phố dần phát triển thành một trung tâm phân phối sản phẩm phía đông. Dưới sự chiếm đóng của Nhật Bản, thành phố đã được công nghiệp hóa mạnh mẽ và đóng vai trò là điểm nhập khẩu trong phân phối thương mại giữa Triều Tiên và lục địa Nhật Bản.

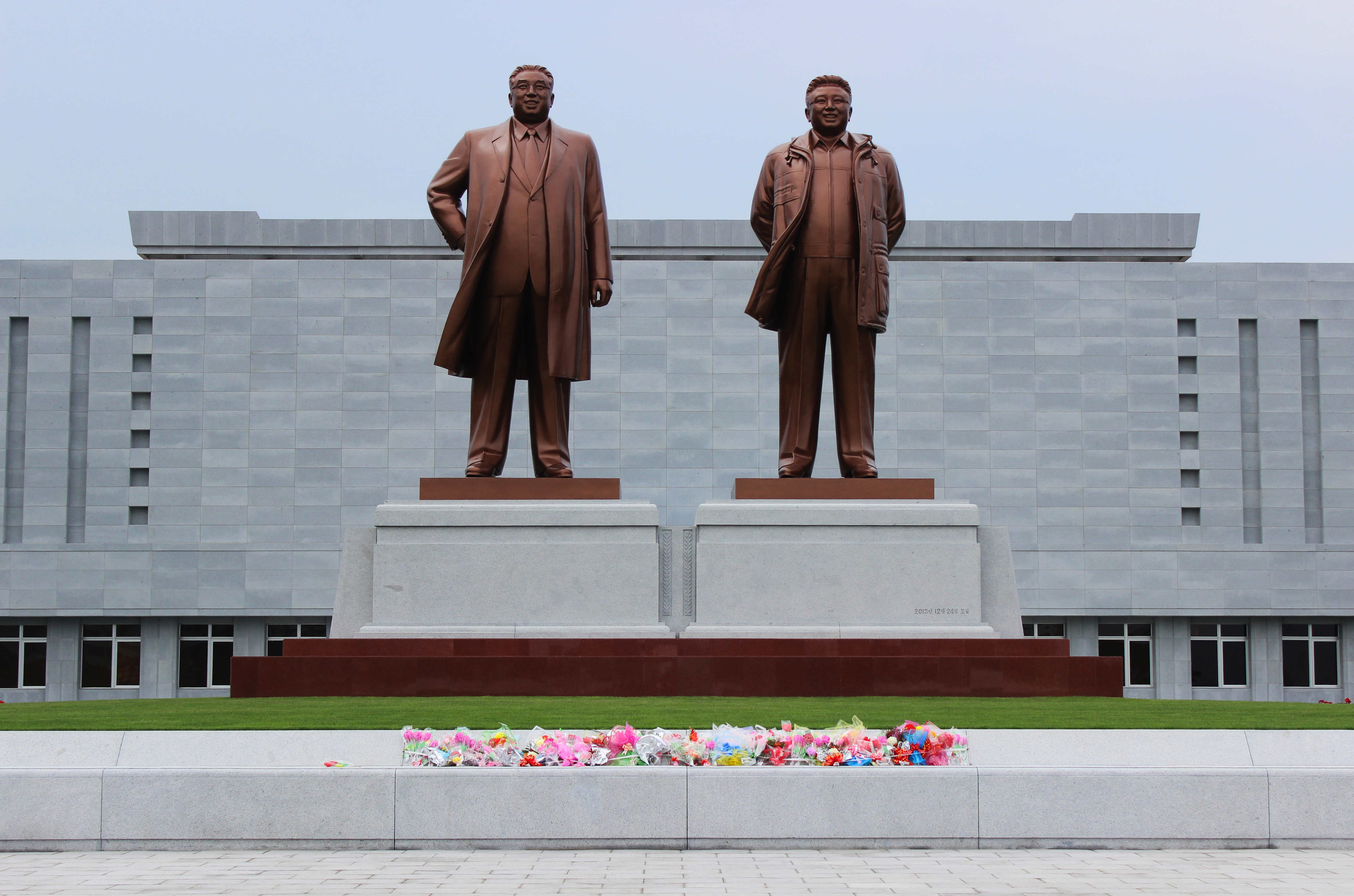
Tượng đài Kim Il Sung và Kim Jong Il ở Wonsan

Sau khi Chiến tranh Triều Tiên nổ ra nó đã bị Mỹ và Hàn Quốcchiếm giữ vào ngày 10 tháng 10 năm 1950 trong khi họ tiến về phía bắc. Khi họ rút lui khỏi cuộc phản công của Trung Quốc, thành phố đã nằm dưới sự kiểm soát của Trung Quốc vào ngày 9 tháng 12 năm 1950. Nó bị ném bom và pháo kích dữ dội bởi quân đội Mỹ trong Phong tỏa Wonsan  cuối Chiến tranh Triều Tiên. Theo lịch sử chính thức của Hải quân Hoa Kỳ, Wŏnsan đã bị hải quân Mỹ bao vây và bắn phá liên tục từ tháng 3 năm 1951 đến ngày 27 tháng 7 năm 1953, khiến nó trở thành cuộc bao vây dài nhất trong lịch sử hải quân Mỹ hiện đại. Vào cuối chiến tranh, thành phố là một đống đổ nát lớn.

### Tái phát triển trung tâm thành phố
Kim Jong-un đã công bố vào năm 2015 kế hoạch tái phát triển 582 triệu đô la của trung tâm thành phố, nó sẽ hoàn toàn bị phá hủy và xây dựng lại. Một khách sạn 5 sao, Trung tâm Tài chính Quốc tế Wonsan 17 tầng và phòng triển lãm trị giá 9,6 triệu USD dự kiến sẽ được xây dựng.

### Địa giới tỉnh
Wŏnsan từng thuộc Hamgyŏng Nam, nhưng khi biên giới tỉnh được vẽ lại vào năm 1946, nó được nhập nửa phía bắc của Kangwŏn (đã bị chia tách tại Vĩ tuyến 38 bắc dưới sự kiểm soát của Liên Xô ở phía bắc và kiểm soát của Mỹ ở phía nam năm 1945) và trở thành thủ phủ của nó, với tư cách là thủ phủ truyền thống của Kangwŏn Wŏnju (1395–1895) và Ch'unch'ŏn (từ 1896) cả hai đều ở phía nam vĩ tuyến 38 và phía nam của Đường phân giới quân sự đã thay thế vĩ tuyến 38 thành biên giới năm 1953.

## Địa lý

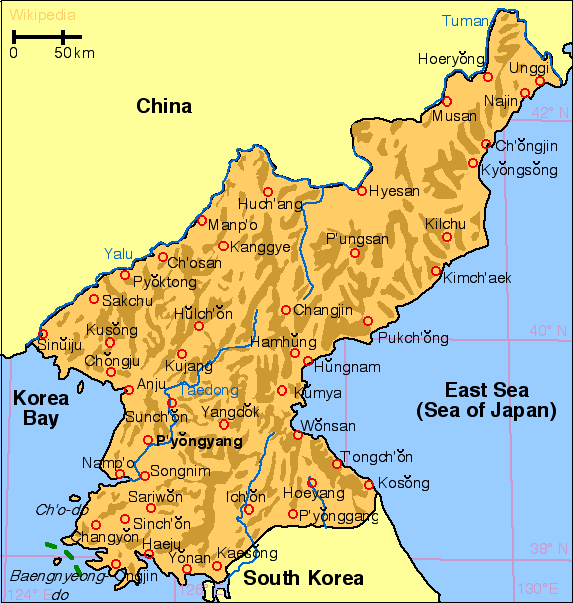
Wonsan, trên Bờ Đông của Bắc Triều Tiên, đối diện Bình Nhưỡng

Vùng Wŏnsan rộng 269 kilômét vuông (104 dặm vuông Anh). Nó nằm ở tỉnh Kangwŏn, ở phần cực tây của biển Nhật Bản (Biển Đông Triều Tiên) và cuối phía đông của cổ bán đảo Triều Tiên. Núi Changdok (Changdok-san) và núi Nap'al (Nap'al-san) nằm ở phía tây thành phố. Hơn 20 hòn đảo nhỏ nằm bên khu vực ven ngay cửa biển của Wŏnsan, bao gồm đảo Hwangt'o và đảo Ryŏ. Wŏnsan được coi là một vị trí cảng tự nhiên tuyệt vời. Ngọn núi Kŭmgang-san nằm gần Wŏnsan.

## Đơn vị hành chính
Wŏnsan phục vụ như là trung tâm hành chính của tỉnh Kangwŏn.
Thành phố Wŏnsan (Wŏnsan-si) được chia thành 45 tong (Phường) và 14 ri (Xã):
- Changchon-dong
- Changdŏk-dong
- Changsan-dong
- Chŏkchŏn-dong
- Chŏnjin-dong
- Chungchŏng-dong
- Haean-dong
- Haebang 1-dong
- Haebang 2-dong
- Kaesŏn-dong
- Kalma-dong
- Kwangsŏk-dong
- Kwanphung-dong
- Myŏngsasimri-dong
- Myŏngsŏk-dong
- Naewŏnsan-dong
- Namsan-dong
- Panghasan-dong
- Pogmak-dong
- Poha-dong
- Pongchun-dong
- Pongsu-dong
- Phyŏnghwa-dong
- Ryŏdo-dong
- Ryongha-dong
- Ryul-dong
- Sambong-dong
- Sang-dong
- Segil-dong
- Sinhŭng-dong
- Sinphung-dong
- Sinsŏng-dong
- Sŏgu-dong
- Sŏkhyŏn-dong
- Songchŏn-dong
- Songhŭng-dong
- Sŭngri-dong
- Tŏksŏng-dong
- Tongmyŏngsan-dong
- Thap-dong
- Wau-dong
- Wŏnnam 1-dong
- Wŏnnam 2-dong
- Wŏnsŏk-dong
- Yangji-dong
- Changrim-ri
- Chuksal-li
- Chungp'yŏng-ri
- Chilbong-ri
- Chunsan-ri
- Hyŏndong-ri
- Namchŏn-ri
- Raksu-ri
- Ryongchŏn-ri
- Samthae-ri
- Sangja-ri
- Sinsŏng-ri
- Susang-ri
- Yŏngsam-ri

## Khí hậu
Thành phố có khí hậu lục địa ẩm (Köppen Dwa /Dfa).
| Dữ liệu khí hậu của Wonsan, North Korea        | Dữ liệu khí hậu của Wonsan, North Korea | Dữ liệu khí hậu của Wonsan, North Korea | Dữ liệu khí hậu của Wonsan, North Korea | Dữ liệu khí hậu của Wonsan, North Korea | Dữ liệu khí hậu của Wonsan, North Korea | Dữ liệu khí hậu của Wonsan, North Korea | Dữ liệu khí hậu của Wonsan, North Korea | Dữ liệu khí hậu của Wonsan, North Korea | Dữ liệu khí hậu của Wonsan, North Korea | Dữ liệu khí hậu của Wonsan, North Korea | Dữ liệu khí hậu của Wonsan, North Korea | Dữ liệu khí hậu của Wonsan, North Korea | Dữ liệu khí hậu của Wonsan, North Korea |
| Tháng                                          | 1                                       | 2                                       | 3                                       | 4                                       | 5                                       | 6                                       | 7                                       | 8                                       | 9                                       | 10                                      | 11                                      | 12                                      | Năm                                     |
| ---------------------------------------------- | --------------------------------------- | --------------------------------------- | --------------------------------------- | --------------------------------------- | --------------------------------------- | --------------------------------------- | --------------------------------------- | --------------------------------------- | --------------------------------------- | --------------------------------------- | --------------------------------------- | --------------------------------------- | --------------------------------------- |
| Trung bình ngày tối đa °C (°F)                 | 2.0 (35.6)                              | 4.7 (40.5)                              | 10.0 (50.0)                             | 16.5 (61.7)                             | 20.9 (69.6)                             | 24.6 (76.3)                             | 26.7 (80.1)                             | 27.3 (81.1)                             | 23.1 (73.6)                             | 18.9 (66.0)                             | 11.2 (52.2)                             | 4.6 (40.3)                              | 15.8 (60.4)                             |
| Trung bình ngày °C (°F)                        | −1.8 (28.8)                             | 0.4 (32.7)                              | 5.8 (42.4)                              | 12.1 (53.8)                             | 16.5 (61.7)                             | 20.8 (69.4)                             | 23.9 (75.0)                             | 24.5 (76.1)                             | 19.7 (67.5)                             | 14.6 (58.3)                             | 7.3 (45.1)                              | 1.0 (33.8)                              | 12.1 (53.8)                             |
| Tối thiểu trung bình ngày °C (°F)              | −5.5 (22.1)                             | −3.6 (25.5)                             | 1.7 (35.1)                              | 7.7 (45.9)                              | 12.2 (54.0)                             | 17.1 (62.8)                             | 20.9 (69.6)                             | 21.4 (70.5)                             | 16.3 (61.3)                             | 10.5 (50.9)                             | 3.6 (38.5)                              | −2.6 (27.3)                             | 8.3 (46.9)                              |
| Lượng Giáng thủy trung bình mm (inches)        | 36.8 (1.45)                             | 25.3 (1.00)                             | 23.1 (0.91)                             | 40.8 (1.61)                             | 80.1 (3.15)                             | 135.1 (5.32)                            | 280.2 (11.03)                           | 211.1 (8.31)                            | 213.1 (8.39)                            | 120.1 (4.73)                            | 55.9 (2.20)                             | 27.8 (1.09)                             | 1.249,4 (49.19)                         |
| Số ngày giáng thủy trung bình                  | 5.4                                     | 3.8                                     | 4.6                                     | 6.8                                     | 8.0                                     | 12.1                                    | 15.4                                    | 12.5                                    | 10.5                                    | 7.0                                     | 5.8                                     | 3.5                                     | 95.4                                    |
| Số giờ nắng trung bình tháng                   | 204.6                                   | 206.2                                   | 232.5                                   | 234.0                                   | 235.6                                   | 207.0                                   | 173.6                                   | 176.7                                   | 198.0                                   | 223.2                                   | 192.0                                   | 192.2                                   | 2.475,6                                 |
| Nguồn 1: Weather OnLine                        |                                         |                                         |                                         |                                         |                                         |                                         |                                         |                                         |                                         |                                         |                                         |                                         |                                         |
| Nguồn 2: Wetter Spiegel Online (sunshine only) |                                         |                                         |                                         |                                         |                                         |                                         |                                         |                                         |                                         |                                         |                                         |                                         |                                         |

## Kinh tế
Wŏnsan có một nhà máy chế biến thủy sản, nhà máy đóng tàu, doanh nghiệp hóa học, nhà máy xi măng, cũng như 4 June Rolling Stock Works, một trong những nhà máy sản xuất toa xe lửa lớn nhất của Triều Tiên.

## Giao thông
Đường bộ và đường sắt
Wŏnsan-si được phục vụ bởi một số ga trên tuyến Kangwŏn Line của Korean State Railway, bao gồm một chi nhánh đến cảng; nó cũng được kết nối với mạng lưới đường bộ quốc gia và là điểm cuối của P'yŏngyang-Wŏnsan Tourist Motorway và Wŏnsan-Kŭmgangsan Highway.
Hàng không
Thành phố có một sân bay lưỡng dụng Wŏnsan Airport (IATA: WON) được trang bị đường băng kép 01/19 và 15/33. Hình ảnh từ Google Earth từ tháng 7 và tháng 8 năm 2014 chỉ ra rằng việc mở rộng lớn đã diễn ra, bao gồm cả việc xây dựng hai đường băng mới. Ngoài ra còn có một đường băng ngầm của không quân chạy qua một ngọn núi, gần Wonsan. Triển lãm hàng không công cộng đầu tiên của Bắc Triều Tiên Wonsan International Friendship Air Festival, được tổ chức tại sân bay Wonsan vào tháng 9 năm 2016.
Biển
Wŏnsan cũng là bến cuối của phà Mangyongbong-92 hoạt động giữa Wŏnsan và Niigata, là kết nối trực tiếp duy nhất giữa Nhật Bản và Bắc Triều Tiên. Dịch vụ này đã bị hủy bỏ vào năm 2006 khi Nhật Bản cấm tàu của Triều Tiên.

## Truyền thông
Korean Central Broadcasting Station duy trì một máy phát 250 kilowatt sóng trung phát sóng trên 882 kHz AM.

## Giáo dục
Wŏnsan có các trường Đại học Songdowŏn, Đại học Kŭmgang, Đại học Tonghae, Đại học kinh tế Jong Jun Thaek, Đại học Y Wŏnsan, Đại học Kỹ thuật Jo Gun Sil, Đại học Sư phạm I Wŏnsan, Đại học Ri Su Dok, và Học viện Tuần tra Hàng hải, trường đào tạo sĩ quan ủy nhiệm của Hải quân Nhân dân Triều Tiên.

## Thể thao
Thành phố là quê nhà của Unp'asan Sports Club, câu lạc bộ bóng đá chơi trong Giải thể thao hạng nhất Bắc Triều Tiên, giải đấu hàng đầu của Bắc Triều Tiên.

## Du lịch
Wonsan từ lâu đã là một điểm đến du lịch nổi tiếng đối với cả người Triều Tiên và du khách quốc tế. Các điểm tham quan bao gồm bãi biển Songdowon, địa điểm của Trại hè Liên minh thiếu nhi quốc tế Songdowon, ở đó nước trong và sạch. Cây thông có rất nhiều ở khu vực xung quanh, và nó đã được chỉ định là điểm tham quan quốc gia. Bán đảo Kalma gần đó là nơi có khách sạn mới và khu vực tắm.

### Đặc khu Du lịch Wonsan
Được công bố vào năm 2014, Đặc khu Du lịch Wonsan có diện tích hơn 400 km2 và tự hào có 40 di tích lịch sử, 10 bãi biển cát, 680 điểm du lịch, bốn suối khoáng và một số khu nghỉ mát tắm và hồ tự nhiên. Là một phần của sự phát triển này, Masikryong Ski Resort đã được xây dựng vào năm 2016. Một sân golf trị giá 123 triệu đô la được lên kế hoạch bên ngoài thành phố.
Các danh lam thắng cảnh nổi tiếng gần Wŏnsan bao gồm Myŏngsasimri, hồ Sijung, Chongsokchon và núi Kŭmgang. Các ngôi đền trong khu vực bao gồm chùa Sogwangsa và chùa Anbyon Pohyonsa. German Church là nhà thờ cũ của the tu viện Tŏkwŏn, bay giờ được sử dụng bởi Đại học Nông nghiệp Wŏnsan.
- Kim Ki-nam (sinh 1926), Chính trị gia[17]

## Thành phố kết nghĩa
- Sakaiminato, Tottori, Nhật Bản (1992[18]–2006[cần dẫn nguồn])
- Puebla, Mexico[19]
- Vladivostok, Nga[20]
- Malacca, Malaysia[cần dẫn nguồn]